# Stefan Jarl

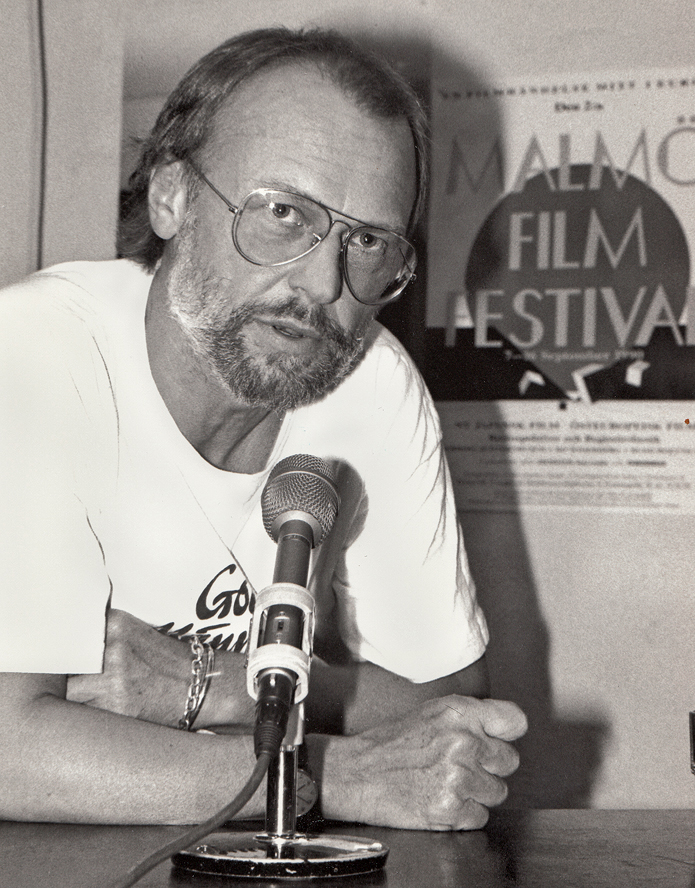
Stefan Jarl 1990.

Stefan Jarl (* 18. März 1941 in Skara) ist ein schwedischer Dokumentarfilmer und Filmregisseur.

## Leben und Werk
Bereits als 12-Jähriger lieh sich Jarl die 8-mm-Filmkamera seines Vaters, der sich für Fotografie interessierte und Schmalfilme drehte. Als er „einen Dokumentarfilm über die Ausrottung der Juden und die Konzentrationslager in Deutschland“ sah, begeisterte sich Jarl für das Genre Dokumentarfilm sowie die Arbeit mit der Filmkamera und beschloss, von nun an Filme zu drehen.
Es war aber nicht nur der Film, der ihn in der frühen Jugend interessierte, sondern auch die Natur seiner schwedischen Heimat, wodurch Stefan Jarl auf die Filme von Arne Sucksdorff aufmerksam wurde. Als 1959 Sucksdorff in der Nähe von Skara mit den Dreharbeiten für den Film Pojken i trädet (Der Junge im Baum) begann, bot sich für Jarl eine einmalige Gelegenheit, den schwedischen Dokumentarfilmer kennenzulernen. Bis 1960 arbeitete er für ihn als Assistent.
Von 1961 bis 1964 studierte er Kunst an der Universität Uppsala. Nach seinem Abschluss besuchte er 1965/66 die Filmakademie in Stockholm. Nachdem er 1968 seinen ersten abendfüllenden Dokumentarfilm gedreht hatte, arbeitete er von 1969 bis 1976 als Produktionsmanager für Stig Björkman, Öyvind Fahlström, Mai Zetterling und Bo Widerberg sowie erneut als Assistent für Arne Sucksdorff.
Jarl, der vor allem für sozialkritische Filme bekannt ist, gründete 1973 zusammen mit Ulf Berggren die Kulturvereinigung Folkets Bio, die Filme aus der ganzen Welt importiert und in Schweden vermarktet.
Sein bekanntester Film ist die Trilogie Dom kallar oss mods (Sie nennen uns Mods) mit dem gleichnamigen ersten Teil, Ett anständigt liv (Ein anständiges Leben) als zweiten Teil und Det sociala arvet (Das soziale Erbe) als schließendes Element. Letzterer gewann 1993 den Europäischen Filmpreis in der Kategorie „Bester Dokumentarfilm“.
2010 ließ er für die Dokumentation "In Defence of the Unborn" sein Blut und das einer Kollegin auf Giftstoffe untersuchen und recherchierte dann ihren Ursprung. Unter den mehr als 200 Giftstoffen, die die Analyse ergab, fanden sie hoch giftige Flammschutzmittel, die in Theatern eingesetzt werden, und seit 30 Jahren nicht mehr verkäufliche Pestizide, die sein Körper nie abgebaut hatte. Er interviewt in dem Film unter anderem die beiden Chemikerinnen, die alleine für die Gesundheitszulassung für tausende gehandelte Waren verantwortlich sind.

## Filmografie
- 1968: Dom kallar oss mods
- 1972: Ture Sventon, Privatdetektiv
- 1976: Musikfilmen
- 1979: Ein anständiges Leben (Ett anständigt liv)
- 1983: Die Rache der Natur (Naturens hämnd)
- 1984: En av oss
- 1985: Die Seele ist größer als die Welt (Själen är större än världen)
- 1987: Bedrohung (Hotet)
- 1989: Tiden har inget namn
- 1990: Gute Menschen (Goda människor)
- 1991: Jåvna, renskötare år 2000
- 1993: Die Verlorenen (Det sociala arvet)
- 1994: Samernas land
- 1997: Ich bin dein Krieger (Jag är din krigare)
- 1998: Leben um jeden Preis (Liv till varje pris)
- 2000: De hemlösa
- 2000: Från Sverige i tiden
- 2002: Muraren
- 2003: Terrorister – en film om dom dömda
- 2005: Flickan från Auschwitz (eine Dokumentation über das Leben von Cordelia Edvardson)
- 2010: Underkastelsen: In Defence of the unborn (Dokumentation über Gifte in Produkten und Gebäuden)

## Auszeichnungen
- 1979: Guldbagge in der Kategorie „Beste Regie“ (für Ett anständigt liv)
- 1992: LAFCA in der Kategorie „Bester Dokumentarfilm“ (für Hotet)
- 1993: Europäischer Filmpreis in der Kategorie „Bester Dokumentarfilm“ (für Det sociala arvet)
- 2002: Nominiert für den Europäischen Filmpreis in der Kategorie „Bester Dokumentarfilm“ (für Muraren)
- 2003: Guldbagge in der Kategorie „Bester Dokumentarfilm“ (für Muraren)